# Кашон Комјунити (Тексас)
Кашон Комјунити (енгл. Cashion Community) град је у америчкој савезној држави Тексас. По попису становништва из 2010. у њему је живело 348 становника.

## Демографија
Према попису становништва из 2010. у граду је живело 348 становника.
| Група             | 2000.  | 2010.       |
| Белци             | . (.%) | 306 (87,9%) |
| Афроамериканци    | . (.%) | 4 (1,1%)    |
| Азијати           | . (.%) | 12 (3,4%)   |
| Хиспаноамериканци | . (.%) | 17 (4,9%)   |
| Укупно            | .      | 348         |